# Александровка (Мариинский район)
Александровка — упразднённая деревня в Мариинском районе Кемеровской области. На момент упразднения входила в состав Сусловского сельского поселения. Исключена из учётных данных в 1997 году.

## География
Располагалась на ручье Еловик (приток реки Ута (Утяшка)), на расстоянии примерно 4,5 км по прямой к юго-западу от села Суслово.

## История
Основана в 1908 году. По данным на 1926 году состояла из 43 хозяйств. В административном отношении входила в состав Сусловского сельсовета Сусловского района Ачинского округа Сибирского края.

## Население
| 1970 | 1979 | 1989 |
| ---- | ---- | ---- |
| 45   | ↘27  | ↘8   |

По переписи 1926 г. в деревне проживал 231 человек (117 мужчин и 114 женщин), основное население — русские.